# Lucio Pietroniro
Lucio Pietroniro (26 de julio de 1960) es un expiloto de motociclismo belga.

## Biografía
Sus inicios vienen marcados por su victorias en 1980 del Campeonato de Bélgica de la categoría de 250cc (a bordo de una TZ250), la de 125cc y también campeón nacional de la Copa Honda 125cc. Su debut en el Mundial de Motociclismo fue en la temporada 1983 en la categoría de 250cc con el Gran Premio de Francia con una Yamaha. Estuvo siete temporadas de manera continuada hasta 1989. Pietroniro subió al podio en cinco ocasiones y su mejor temporada fue en 1986 donde acabó como séptimo de 125cc, logrando el mejor resultado de su carrera con el segundo puesto en la prueba disputada en su país.

## Resultados

### Campeonato del Mundo de Motociclismo

#### Carreras por año
Sistema de puntos desde 1969 a 1987:
| Posición | 1.º | 2.º | 3.º | 4.º | 5.º | 6.º | 7.º | 8.º | 9.º | 10.º |
| Puntos   | 15  | 12  | 10  | 8   | 6   | 5   | 4   | 3   | 2   | 1    |

Sistema de puntos desde 1988 a 1992:
| Posición | 1.º | 2.º | 3.º | 4.º | 5.º | 6.º | 7.º | 8.º | 9.º | 10.º | 11.º | 12.º | 13.º | 14.º | 15.º |
| Puntos   | 20  | 17  | 15  | 13  | 11  | 10  | 9   | 8   | 7   | 6    | 5    | 4    | 3    | 2    | 1    |

(Carreras en negrita indica pole position, carreras en cursiva indica vuelta rápida)
| Año  | Clase | Equipo | Moto    | 1       | 2       | 3      | 4       | 5       | 6       | 7       | 8       | 9       | 10      | 11      | 12    | 13     | Pts. | Pos. |
| ---- | ----- | ------ | ------- | ------- | ------- | ------ | ------- | ------- | ------- | ------- | ------- | ------- | ------- | ------- | ----- | ------ | ---- | ---- |
| 1983 | 125cc | MBA    |         | FRA Ret | NAT 11  | GER 9  | ESP -   | AUT 8   | YUG 6   | NED 19  | BEL 5   | GBR Ret | SWE 21  | RSM Ret |       |        | 16   | 16.º |
| 1984 | 125cc | MBA    |         | NAT 17  | ESP Ret |        | GER 10  | FRA 9   |         | NED Ret |         | GBR Ret | SWE 9   | RSM 10  |       |        | 6    | 16.º |
| 1985 | 125cc | MBA    |         | ESP 12  | GER Ret | NAT 3  | AUT 7   |         | NED 16  | BEL 3   | FRA DNS | GBR -   | SWE 10  | RSM 14  |       |        | 25   | 9.º  |
| 1986 | 125cc | MBA    | ESP Ret | NAT 6   | GER Ret | AUT 8  |         | NED Ret | BEL 2   | FRA 6   | GBR 5   | SWE 5   | RSM Ret | BDN 13  |       |        | 37   | 7.º  |
| 1987 | 125cc | MBA    |         | ESP Ret | GER 10  | NAT 8  | AUT Ret |         | NED Ret | FRA Ret | GBR 7   | SWE 8   | CZE 5   | RSM 6   | POR 3 |        | 32   | 9.º  |
| 1988 | 125cc | Honda  |         |         | ESP 8   |        | NAT Ret | GER Ret | AUT Ret | NED -   | BEL 7   | YUG 3   | FRA 8   | GBR 15  | SWE 8 | CZE 9  | 56   | 9.º  |
| 1989 | 125cc | Honda  | JPN 22  | AUS 12  |         | SPA 14 | NAT 15  | GER 24  | AUT Ret |         | NED 12  | BEL 5   | FRA Ret | GBR DNQ | SWE - | CZE 17 | 22   | 18.º |